# Port du Havre
Der Port du Havre in der Stadt Le Havre am Ärmelkanal ist nach Marseille Europort der zweitgrößte Hafen Frankreichs. Der Seehafen liegt in der Normandie im Département Seine-Maritime. 1517 unter König Franz I. errichtet, gehört er zu den ältesten Seehäfen Frankreichs. Le Havre gehört zu den bedeutenden Umschlagplätzen von Gütern innerhalb der Europäischen Union und ist, gemessen am Container-Umschlag mit 2,9 Mio. TEU (2019), der größte Hafen Frankreichs und der elftgrößte Europas. Er wird von der staatlichen Behörde Grand Port Maritime du Havre (früher Port autonome du Havre) betrieben.

## Lage
Der Hafen von Le Havre liegt geographisch und nautisch günstig: Er bildet „das Tor zwischen Nordsee und Atlantik“. Le Havre ist der erste Hafen an einer wichtigen Flussmündung (der Seine) am Ärmelkanal auf dem Weg in die Nordsee. Le Havre ist Station vieler im Liniendienst fahrenden Handelsschiffe, da er günstig auf der Route für den interkontinentalen Handel liegt.
Le Havre ist ein Tiefwasserhafen (ähnlich wie der deutsche JadeWeserPort), so dass ganzjährig alle Schiffstypen tideunabhängig anlaufen können.
Militärstrategisch war der Hafen lange zentraler Teil der Verteidigungslinie Frankreichs gegen Gegner, die über das langgezogene Ästuar der Seine zwischen Le Havre und Honfleur mit ihren Flotten weit in das Landesinnere vorstoßen und so bis Paris gelangen konnten. Benachbarte Häfen an der Küste sind die Rade de Cherbourg im Westen und im Osten Calais.

## Geschichte
1517 beschloss König Franz I. in Le Havre zu bauen und verfolgte damit zwei Ziele: zum einen wollte er einen leistungsfähigen Hafen für den Handel schaffen und zum anderen die militär-strategische wichtige Position an der Seine sichern. Das Gebiet schaute auf eine über 200 Jahre währende Abfolge von englischen Angriffen und Besetzungen zurück.
Der Hafen entwickelte sich in der frühen Neuzeit weiter und im 18. Jahrhundert diversifizierte sich die Handelsware. Bis zur Französischen Revolution verließen viele Schiffe Le Havre, um in Westafrika Sklaven für die Karibik und Amerika aufzunehmen.
In den 1960er Jahren wurde im Hafengebiet das thermische Kraftwerk Le Havre errichtet.

## Hafenstandorte

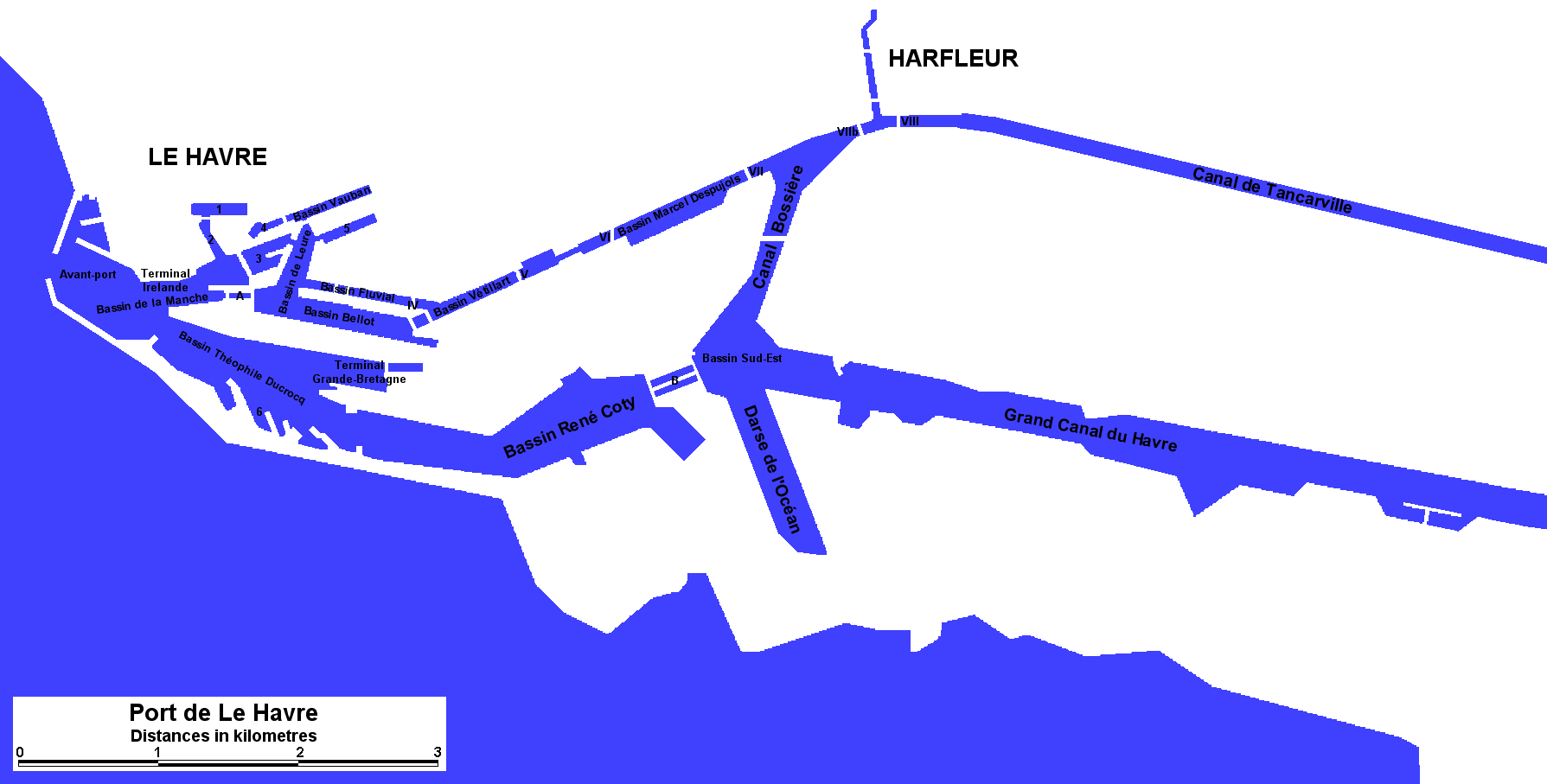
Lageplan

Der Hafendistrikt zieht sich 27 Kilometer entlang der Seine. Das Gebiet des Hafens umfasst über 10.000 Hektar. Direkt angrenzend befindet sich das 2000 Hektar große Naturschutzgebiet des Seine-Ästuars.

### Containerhafen
In Le Havre werden hauptsächlich Container umgeschlagen. 2005 waren es fast 2,1 Mio. TEU und somit über 60 Prozent der insgesamt in den französischen Häfen umgeschlagenen Container. Damals liefen 6965 Containerschiffe den Hafen an. 2016 waren es 2,52 Mio. TEU, 2017 2,88 Mio. TEU. 2018 wurde der Bau zweier neuer Liegeplätze (11/12) für 150 Mio. Euro beschlossen.

### Ölhafen
Das Ölterminal Antifer liegt etwa 30 Kilometer nördlich von Le Havre. Es ist für Supertanker mit einer Tonnage über 250.000 BRZ geeignet.

### Kreuzfahrthafen
Der Hafen verfügt auch über Liegeplätze für Kreuzfahrtschiffe. 2007 legten 50 Kreuzfahrtschiffe mit insgesamt 90.000 Passagieren in Le Havre an. 2017 wurden 386.600 Kreuzfahrt-Passagiere abgefertigt.

### Yachthafen
Zum Hafen in Le Havre gehört auch ein stadtnaher Yachthafen mit 1050 Liegeplätzen.

### Marine-Hafen
Die französische Marine hat in Le Havre ebenfalls einen Standort. Hier befindet sich auch die für die Marine bedeutende Werft Chantier Augustin Normand.

## Unfälle
Am 7. August 1997 um 12:20 Uhr MESZ schlug ein Bunkertank des Öltankers „Katja“ beim Anlegemanöver leck. Dabei gelangten 187 Tonnen des Schweröls Bunker C in das Hafenbecken.